# Gazoldo degli Ippoliti
Gazoldo degli Ippoliti is een gemeente in de Italiaanse provincie Mantua (regio Lombardije) en telt 2619 inwoners (31-12-2004). De oppervlakte bedraagt 12,9 km², de bevolkingsdichtheid is 204 inwoners per km².

## Demografie
Gazoldo degli Ippoliti telt ongeveer 927 huishoudens. Het aantal inwoners steeg in de periode 1991-2001 met 3,6% volgens cijfers uit de tienjaarlijkse volkstellingen van ISTAT.
| Jaar | Inwoneraantal |
| ---- | ------------- |
| 1991 | 2437          |
| 2001 | 2525          |

## Geografie
Gazoldo degli Ippoliti grenst aan de volgende gemeenten: Castellucchio, Ceresara, Marcaria, Piubega, Redondesco, Rodigo.